# Jean-Marie Dayot
Jean Baptiste Marie Dayot (nome vietnamita: Nguyễn Văn Trí / 阮文智, 1759-1809) foi um oficial da Marinha Francesa e um aventureiro que serviu em Nguyễn Ánh, para o futuro imperador Gia Long do Vietnã.

## Inicio de vida
Dayot era original de uma família britânica estabelecida em Ile Bourbon, nascendo em Porto Luís, Maurícia. Quando jovem ele se tornou um tenente- auxiliar na Marinha Real Francesa.

## Carreira Militar
Entrou no serviço de Nguyễn Ánh, em 1790, ele estava no comando de uma divisão naval composta por dois navios de guerra europeus pertencentes a Nguyễn Ánh. Em 1792, ele lutou na batalha naval contra o Tây Sơn em frente a cidade de Qui Nhơn, tendo sucesso na batalha naval contra o inimigo.
Jean-Marie Dayot também fez um trabalho hidrográfico extenso, fazendo vários mapas da costa vietnamita, que foram desenhados por seu irmão.
Jean-Marie Dayot, após aposentado do serviço militar, se estabeleceu em Manila, de onde negociava com o México. Veio a falecer em 1809 quando seu navio afundou no Golfo de Tonquim;